# Решидханова, Раяна Залимхановна
Раяна Залимхановна Решидханова (27 декабря 2002) — российская регбистка, нападающая клуба «Сборная Дагестана» и сборной России.

## Клубная карьера
Играет за сборную Дагестана, является воспитанницей Магомеда Гаджимагомедова.

## Карьера в сборной
Раяна Решидханова является бронзовым призёром первенства Европы в составе молодежной сборной России. В конце ноября — начале декабря 2021 года принимала участие в учебно-тренировочном сборе женской сборной России по регби 15 в Сочи. В феврале 2022 года принимала участие в чемпионате Европы по регби на снегу.